# 羽曳野市の地名
本項羽曳野市の地名（はびきのしのちめい）では、大阪府羽曳野市における町名や大字名を中心に、本市ならびに前身の南大阪町成立以来の地名の変遷について記述する。

## 現行行政町名
まず市内の現行の町字名を五十音順に列挙する。

### あ行
- 飛鳥
- 伊賀
- 伊賀1 - 6丁目
- 碓井1 - 4丁目
- 恵我之荘1 - 6丁目
- 大黒

### か行
- 学園前1 - 6丁目
- 樫山
- 軽里1 - 3丁目
- 河原城
- 川向
- 蔵之内
- 郡戸
- 駒ケ谷
- 誉田
- 誉田1 - 7丁目

### さ行
- 栄町
- 島泉1 - 9丁目
- 尺度
- 翠鳥園

### た行
- 高鷲1 - 10丁目
- 通法寺
- 壺井

### な行
- 西浦
- 西浦1 - 6丁目
- 野
- 野々上1 - 5丁目

### は行
- 白鳥1 - 3丁目
- 埴生野
- 羽曳が丘1 - 10丁目
- 羽曳が丘西1 - 7丁目
- はびきの1 - 7丁目
- 東阪田
- 広瀬
- 古市
- 古市1 - 7丁目

### ま行
- 南恵我之荘1 - 8丁目
- 南古市1 - 3丁目
- 向野
- 向野1 - 3丁目
- 桃山台1 - 4丁目

## 町字名の変遷
南大阪町は1956年（昭和31年）、南河内郡古市町・高鷲町・埴生村・西浦村・駒ヶ谷村・丹比村が合併することにより成立。合併各町村の大字を継承した31大字を編成。

### 成立当初の町字名
旧古市町
- 碓井（1966年廃止）
- 軽里（1966年廃止）
- 誉田
- 古市

旧高鷲町
- 北宮（1970年廃止）
- 島泉（1967年廃止）
- 丹下（1967年廃止）
- 西川（1967年廃止）
- 東大塚（1980年代頃廃止）
- 南島泉（1967年廃止）
- 南宮（1970年廃止）
- 恵我之庄（1967年廃止）

旧埴生村
- 伊賀
- 野々上（1970年廃止）
- 向野
- 埴生野

旧西浦村
- 蔵之内
- 尺度
- 西浦
- 東阪田
- 広瀬

旧駒ヶ谷村
- 飛鳥
- 大黒
- 駒ケ谷
- 通法寺
- 壺井

旧丹比村
- 樫山
- 河原城
- 郡戸
- 野
- 多治井（1957年美原町に編入。）

1959年（昭和34年）、市制施行・改称して羽曳野市となる。町制時の大字を継承した30大字を編成。

### 町字の設置
1964年（昭和39年）
- 羽曳が丘1 - 8丁目（2004年9 - 10丁目成立、西浦・蔵之内・埴生野の各一部より）

1966年（昭和41年）
- 碓井1 - 4丁目（碓井・誉田の各一部より）
- 軽里1 - 3丁目（軽里の一部より）
- 川向（古市・碓井の各一部より）
- 誉田1 - 3・5 - 7丁目（1972年4丁目成立、誉田・碓井の各一部より）
- 栄町（古市・軽里・誉田の各一部より）
- 翠鳥園（軽里・誉田の各一部より）
- 白鳥1 - 3丁目（軽里・古市・誉田の各一部より）
- 羽曳が丘西1 - 3丁目（1967年4 - 5丁目、2003年6-7丁目がそれぞれ成立、河原城・埴生野・羽曳が丘6・8丁目の各一部より）
- 古市1 - 4丁目（1969年5 - 7丁目成立、古市・誉田・碓井・西浦の各一部より）

1968年（昭和43年）
- 恵我之荘1 - 6丁目（恵我之荘・西川・丹下の各一部より）
- 島泉1 - 9丁目（島泉と・南島泉・北宮の各一部より）
- 高鷲1 - 10丁目（北宮・南宮・埴生野・伊賀・向野・南島泉・西川の各一部より）
- 南恵我之荘1 - 8丁目（恵我之荘・東大塚・西川・向野・野・丹下の各一部より）

1970年（昭和45年）
- 伊賀1 - 6丁目（伊賀・野々上・埴生野の各一部より）
- 野々上1 - 5丁目（野々上・北宮・埴生野・伊賀・南宮）
- はびきの1 - 6丁目（1979年7丁目成立、野々上・埴生野・西浦・伊賀・向野・河原城の各一部より）
- 向野1 - 3丁目（向野・伊賀・樫山の各一部より）

1977年（昭和52年）
- 西浦1 - 6丁目（西浦・古市・蔵之内の各一部より）

1979年（昭和54年）
- 桃山台1 - 4丁目（河原城・埴生野・向野・はびきの3丁目の各一部より）

1988年（昭和63年）
- 学園前1 - 6丁目

2001年（平成13年）
- 南古市1 - 3丁目（古市・大黒の各一部より）

## 参考資料
- 角川日本地名大辞典 27 大阪府（1983年、角川書店）